# Wheeler (Texas)
Wheeler é uma cidade localizada no estado norte-americano do Texas, no Condado de Wheeler.

## Demografia
Segundo o censo norte-americano de 2000, a sua população era de 1378 habitantes.
Em 2006, foi estimada uma população de 1234, um decréscimo de 144 (-10.4%).

## Geografia
De acordo com o United States Census Bureau tem uma área de
4,0 km², dos quais 4,0 km² cobertos por terra e 0,0 km² cobertos por água. Wheeler localiza-se a aproximadamente 764 m acima do nível do mar.

## Localidades na vizinhança
O diagrama seguinte representa as localidades num raio de 40 km ao redor de Wheeler.